# Эль-Наяр
Эль-Ная́р (исп. El Nayar) — муниципалитет в мексиканском штате Наярит, с административным центром в посёлке Хесус-Мария. Численность населения, по данным переписи 2010 года, составила 34 300 человек.

## Общие сведения
Название El Nayar дано в честь правителя коренной народности Кора (самоназвание náayarite), существовавшей здесь до прихода испанцев, и с наречия кора его можно перевести как «сын бога, который управляет небом и солнцем».
Площадь муниципалитета равна 5142 км², что составляет 18,3 % от территории штата. Он граничит с другими муниципалитетами Наярита: на юге с Ла-Еской, Санта-Мария-дель-Оро и Тепиком, на западе с Сантьяго-Искуинтлой, Руисом и Росаморадой, и на северо-западе с Акапонетой. Также Дель-Наяр граничит с другими штатами: на севере с Дуранго, а на востоке с Сакатекасом и Халиско.

## Учреждение и состав
Муниципалитет был образован в 1939 году. В состав муниципалитета входит 493 населённых пункта, самые крупные из которых:
| код INEGI | Населённый пункт                                        | Численность населения (2005 год) | Численность населения (2010 год) |
| 009       | Всего                                                   | 30 551                           | 34 300                           |
| 0001      | Хесус-Мария (исп. Jesús María) (административный центр) | 2 390                            | 2 638                            |
| 0086      | Меса-дель-Наяр (исп. Mesa del Nayar)                    | 1 185                            | 1 729                            |
| 0137      | Санта-Тереса (исп. Santa Teresa)                        | 1 087                            | 1 558                            |
| 0225      | Линда-Виста (исп. Linda Vista)                          | 867                              | 769                              |
| 0215      | Ранчо-Вьехо (исп. Rancho Viejo)                         | 638                              | 622                              |